# シーライン東京
株式会社シーライン東京（シーラインとうきょう）は、はとバスグループの海洋観光部門として、1988年に設立された企業である。「シンフォニークラシカ」と「シンフォニーモデルナ」の2隻のレストラン船を有し、クルージングレストラン「シンフォニー」として東京湾内遊覧航路を運航している。本社は東京都港区芝浦2丁目6番1号。
保有する2隻のクルーズ船は、東京港日の出桟橋を拠点に3つの航路で運航している。中でもディナークルーズの航路は、東京港から出航するレストラン船の中で最も範囲が広い。また、パノラマクルーズやラグジュアリータイムクルーズといった長距離の航路には、日本で唯一の航路も含まれている。

## 沿革
- 1988年4月27日 - 会社設立。
- 1989年 - レストラン船「シンフォニー」を新造。運航営業を開始。
- 1992年 - レストラン船「シンフォニー2」を新造。
- 1998年4月1日 - 「シンフォニー2」を「シンフォニーモデルナ」に改名。
- 1998年4月末 - 「シンフォニー」を「シンフォニークラシカ」に改名。

## 航路
- ランチクルーズ・サンセットクルーズ - 35km
- アフタヌーンクルーズ - 16km
- ディナークルーズ - 50km
- パノラマクルーズ - 65km